# Белосельский, Михаил Андреевич
Князь Михаи́л Андре́евич Белосе́льский (1 ноября 1702 — 19 января 1755) — вице-адмирал и генерал-кригскомиссар русского флота, фаворит царевны Екатерины Иоанновны. В 1745—1749 годах фактически управлял Адмиралтейств-коллегией.

## Ранние годы
Родился 1 ноября 1702 года в захудалой княжеской семье Белосельских (белозерская ветвь Рюриковичей). Сын стольника князя Андрея Ивановича. В 1717 году поступил на службу во флот гардемарином.
Став с юных лет известным императору Петру Великому и приобретя его доверие, князь Белосельский ещё в чине гардемарина неоднократно получал от него различные поручения и по его указаниям отправлялся не только внутрь России, но и за границу. В 1719 году, находясь на корабле «Эсперанс», он ходил в плавание в Любек. Тогда познакомился с мекленбургской герцогиней Екатериной, сестрой будущей императрицы Анны Иоанновны.
2 марта 1721 года был произведён в мичманы, а 10 января 1724 года — в унтер-лейтенанты.
В 1725 году он проходил службу на флагманском корабле «Святой Александр», а в 1732 году, командуя яхтой «Елизабет», плавал в Кронштадт с китайским послом, 18 января 1733 года был зачислен в лейтенанты майорского ранга. О его связи с Екатериной Иоанновной подробно рассказывал стряпчий Егор Столетов, проходивший по делу Монса.

## Ссылка в Оренбург
В 1736 году князь Белосельский был вовлечён в дело, значительно повлиявшее на его дальнейшую карьеру. По доносу Егора Столетова его в феврале 1736 года «взяли под караул», обвинили в распространении неблаговидных слухов о покойной Екатерине Иоанновне и других близких к царице людях. Тайная канцелярия привлекла его к дознанию и, несмотря на отпирательства князя, он был сослан 19 июля в Оренбург «на вечное житие» с назначением находиться там при постройке судов, а также при водяной и морской экспедиции; вместе с тем его исключили из списков флота.
В 1737 году Белосельский участвовал при приёме приезжавшего в Оренбург Абулхаир хана. Присутствуя в Оренбургской канцелярии и комиссии, князь Белосельский успел заслужить полное доверие начальника, тайного советника В. Н. Татищева, и, благодаря его хлопотам и представлениям в Петербург, в 1739 году был произведён в майоры Ингерманландского полка, а 3 ноября 1740 года назначен советником Экипажеской экспедиции с рангом полковника и возвращён в Петербург.

## Адмиралтейств-коллегия
24 апреля 1743 года после смерти генерал-экипажмейстера и члена коллегии К. Н. Зотова, князь Белосельский был назначен на его место, а в следующем, 1744 году, по случаю увольнения за границу президента Морской Коллегии графа Головина, ему было поручено делать доклады государыне по делам флота, хотя он был младшим из членов.
5 сентября 1747 года князь Белосельский был пожалован в генерал-кригскомиссары с назначением присутствовать в Адмиралтейств-коллегии. С этим званием был сопряжен и чин вице-адмирала. Из распоряжений князя Белосельского в звании генерал-кригскомиссара известны: запрещение флотским чинам ходить в караул и другие должности в партикулярной одежде и введение во флоте белого мундира.
10 февраля 1747 года он был награждён орденом Святой Анны I степени, а 5 сентября 1748 года получил орден Святого Александра Невского. В том же году он сопровождал императрицу Елизавету Петровну в Москву, состоя при ней докладчиком по делам морского ведомства.
В мае 1749 года, по неизвестной причине, князь Белосельский получил повеление сдать все дела адмиралу князю М. М. Голицыну и был освобожден от заседаний в Адмиралтейств-коллегии. Несмотря на это, он в 1752 году снова сопровождал императрицу в Москву и делал ей доклады по морским делам.
Вернувшись в Петербург, Белосельский заболел и 19 января 1755 года скончался от чахотки. Погребен в Александро-Невской лавре.

## Семья
Был женат два раза и имел 11 детей:
1. жена Акулина Ивановна Болтина (ум.1730)
2. жена с 1734 года графиня Наталья Григорьевна Чернышева (1711—1760), дочь графа Г. П. Чернышёва от его брака с А. И. Ржевской; сестра генерал-фельдмаршала графа Захара Григорьевича Чернышева.
  - Андрей Михайлович (1735—1776), камергер
  - Григорий Михайлович (род. и ум. 1736)
  - Григорий Михайлович (11.1737—11.1738)
  - Авдотья Михайловна (1740—1741)
  - Елизавета Михайловна (1742—1807), фрейлина, статс-дама, писательница, с 1760 года жена барона И. И. Черкасова (1735—1811)
  - Василий Михайлович (1743—1758)
  - Наталья Михайловна (1745—1819), фрейлина, художница, с 1766 года жена барона Сергея Николаевича Строганова (1738—1777)
  - Михаил Михайлович (1747— ум.в дет.)
  - Евдокия Михайловна (1748—1824), фрейлина, с 1777 года замужем за Василием Петровичем Салтыковым; у них сын Сергей.
  - Александр Михайлович (1752—1809), его потомки носили двойную фамилию Белосельских-Белозерских
  - Мария Михайловна (1754—ум.в дет.)

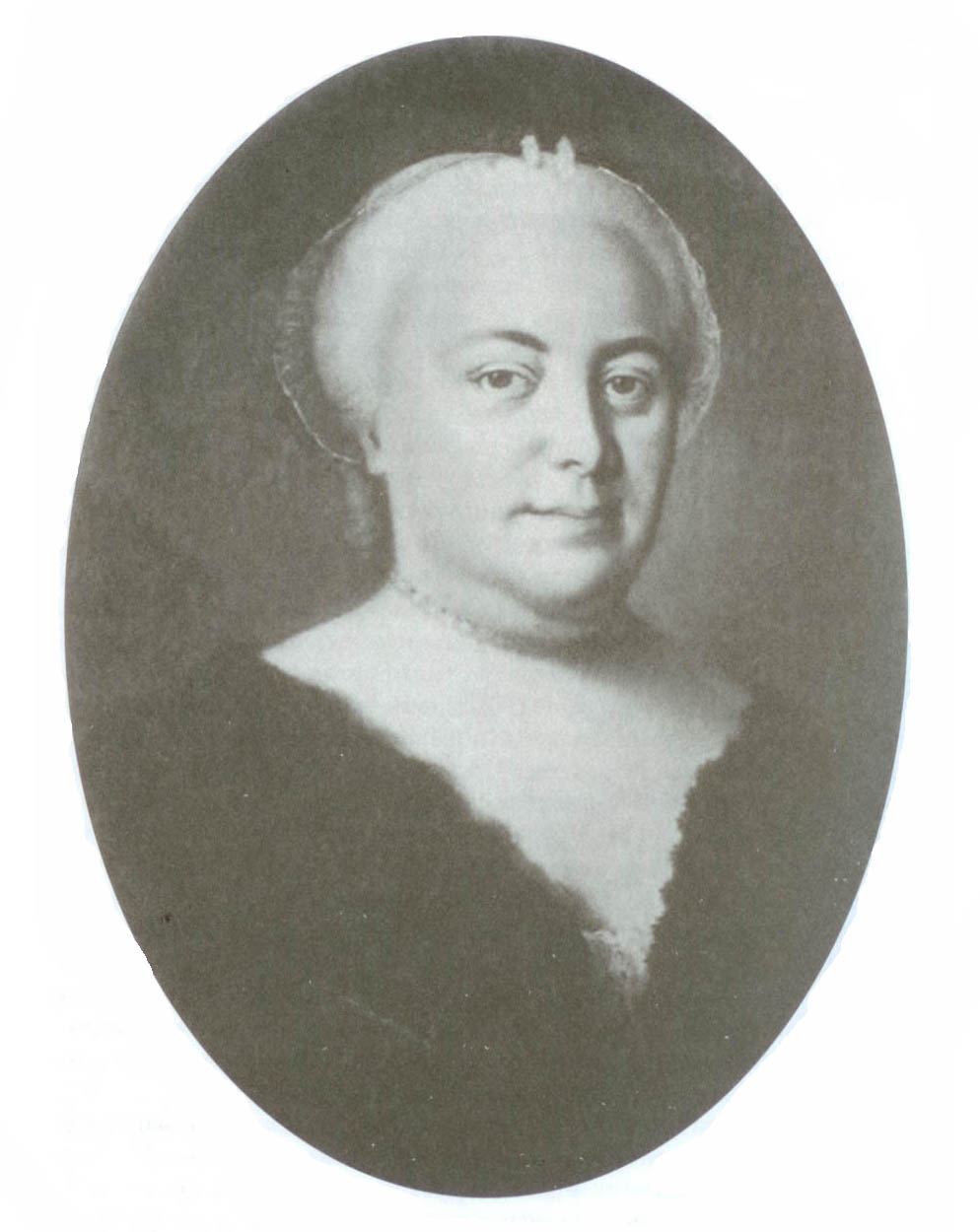
Наталья Григорьевна 2-я жена
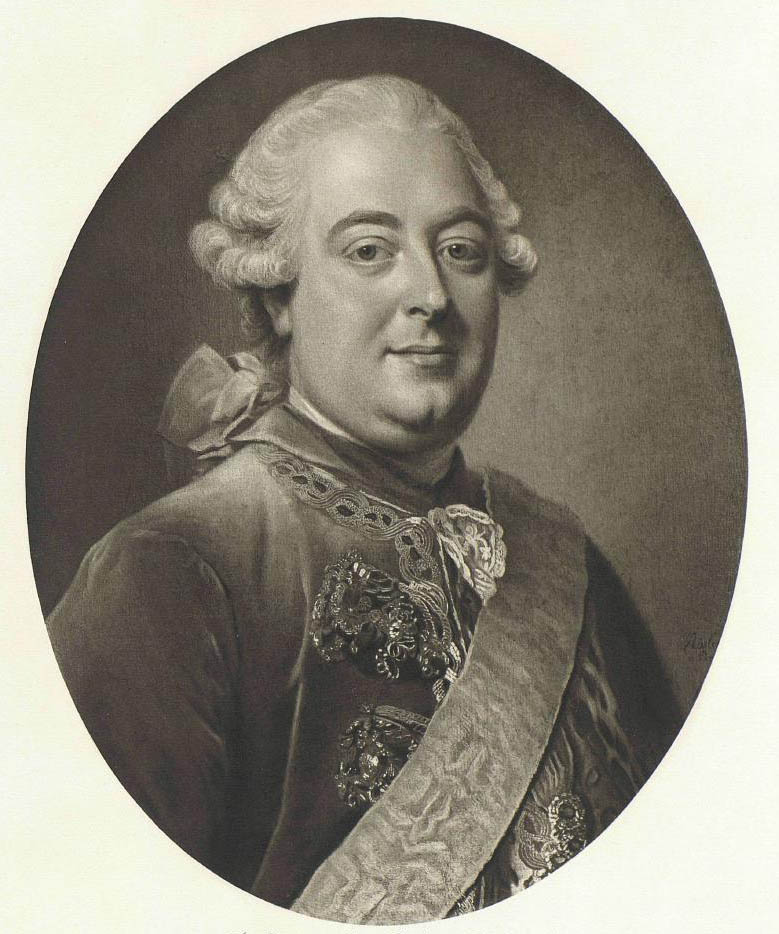
Андрей Михайлович
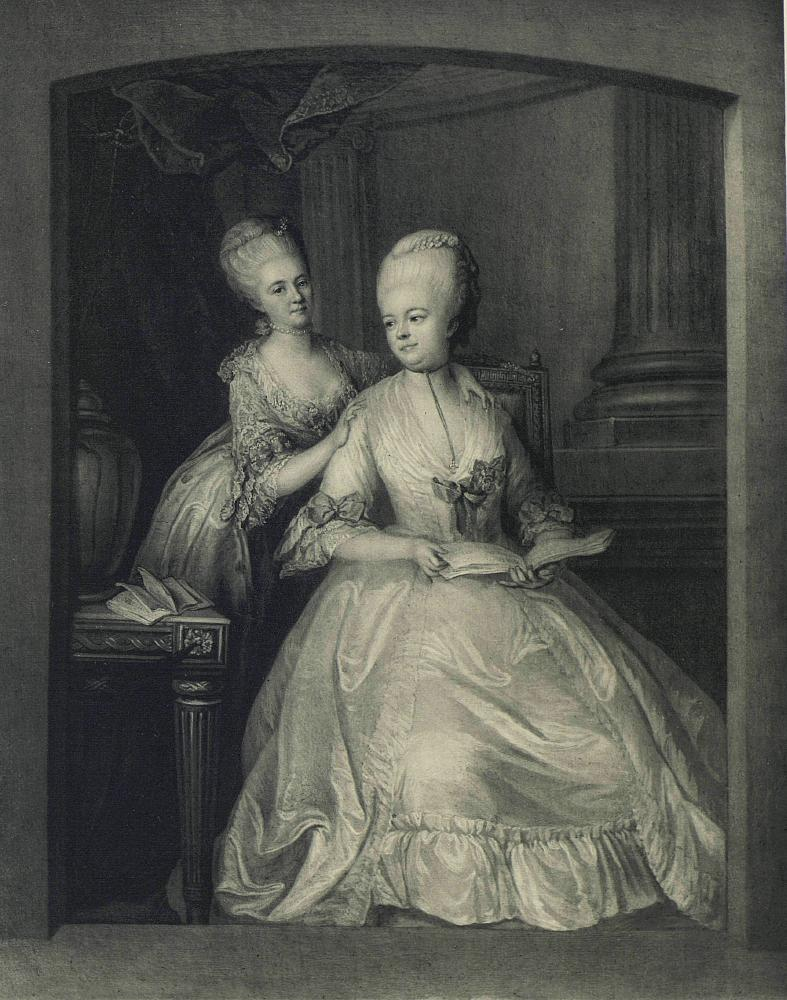
Елизавета и Евдокия Михайловны
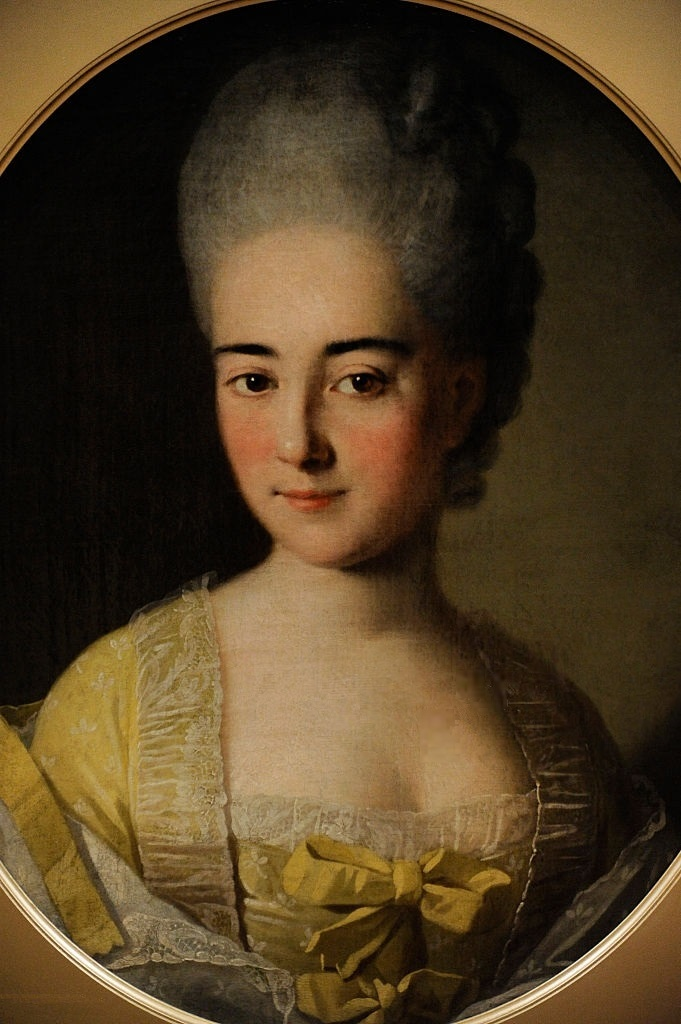
Наталья Михайловна
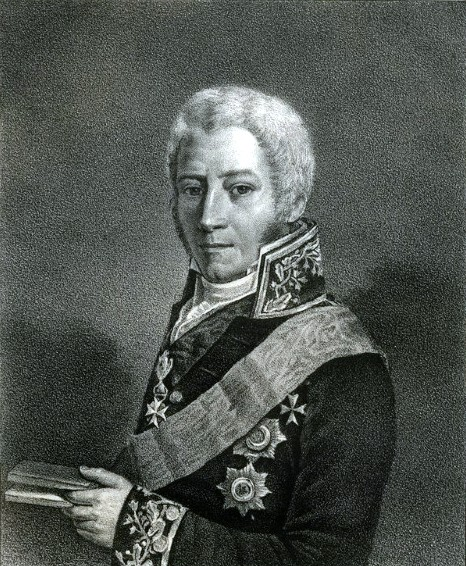
Александр Михайлович